# Ginga Patorōru Jako
Ginga Patorōru Jako (銀河パトロール ジャコ?), también conocido por su título en inglés Jaco: The Galactic Patrolman o como Jaco: el patrullero galáctico en México, es un manga japonés escrito e ilustrado por Akira Toriyama, y publicado por primera vez en la revista Shōnen Jump, de la editorial japonesa Shūeisha, en el año 2013, entre el 13  de julio y el 30 septiembre; consta de once capítulos recopilados en un solo volumen. Sigue la historia de Jaco, una suerte de policía espacial, que ha venido a la Tierra para protegerla de un ataque alienígena.
A lo largo de la historia se descubre que se trata de una precuela de la popular serie Dragon Ball, obra del mismo autor, contando incluso con algunos personajes de la entrañable historia.
El 4 de abril del 2014 se lanzó Dragon Ball Minus que relata la historia canónica de como Goku llegó a la tierra y que funciona como historia extra de Jaco:el patrullero galáctico. 

## Argumento
La historia comienza con el científico Omori, quien comienza a contar su historia centrándose diez años antes de los acontecimientos de Dragon Ball. En el año 739, Jaco, un defensor galáctico fue enviado a la Tierra para detener a un Saiyajin del Planeta Vegeta, pero se estrella en la isla del científico Omori. Omori decidió ayudar a Jaco a reparar su nave y le ofrece pasar la noche en su hogar. En el segundo capítulo, Omori es visitado por el gobierno el cual llega y dice que Omori tiene una semana para desalojar su isla, ya que quiere convertir la isla en un centro turístico para los políticos. Se revela que la máquina del tiempo de Omori funciona en cierto grado ya que puede parar el tiempo brevemente. Jaco iba a castigarle por tener tal dispositivo, sin embargo lo perdona ya que este artefacto no afecta al universo. Más tarde mientras Omori repara su nave, este descubre que hace falta combustible el cual es una sustancia capaz de encontrarse en la Tierra pero de un alto valor. Al no saber como conseguir el dinero, Jaco y Omori parten a la Ciudad del Este en busca de provisiones, siendo Jaco disfrazado para no llamar la atención. En la Ciudad del Este, Omori entra a una tienda en busca de producto y le dice a Jaco que se quede en la puerta y no llame la atención, en esto Jaco escucha a una chica siendo asaltada por cuatro delincuentes y corre en su ayuda. Jaco derrota fácilmente a los delincuentes siendo agradecido por la chica de nombre Tights.
Ella se da cuenta de que Jaco es un extranjero cuando habla de la "policía de la Tierra" y Omori intenta hacerlo pasar como un "extranjero de otro país", pero dice que no hay extranjeros como él. Cuando escuchan que los policías están detrás de ellos, el trío se refugia en la parte superior de un edificio. Tights obliga al dúo a regresar a la isla de Omori, diciéndoles que ella podría delatarlos si hacen que se quede atrás, por lo que el dúo decide llevarla y vuelven a la isla rápidamente gracias a la capacidad de Jaco de volar a través de sus botas, las cuales solo puede utilizar en caso de emergencias. En la isla de Omori, Tights revela que ella es la que estará en el cohete en lugar de la ídolo Ann Azuki ya que sería una mala publicidad si ellos pierden a su "super ídolo" en un accidente, Tights decide que utilizará el dinero para comprar el combustible que necesita Jaco para su nave, en gratitud por haberla salvado. En el último capítulo, se revela que el Saiyajin que Jaco estaba buscando (Goku) terminó en la casa del abuelo Gohan. Al parecer el niño posee una super fuerza, más la enseñanza en artes marciales de su nuevo abuelo. Gohan le ofrece a dejar que se quede y aprender con él si no tiene un hogar a donde regresar.
Omori acaba narrando cómo la hermana de Tights, Bulma, visitó su isla con sus padres y se encontró con Jaco. Omori conocía al Dr. Brief por su reputación y su trabajo en la investigación del espacio-tiempo. Ahora, diez años después de su primera reunión, Bulma visita a Omori nuevamente y menciona algo acerca de su búsqueda de unas esferas misteriosas capaces de conceden cualquier deseo cuando se reunían. Ella muestra dos, las cuales están hechas de una sustancia que no existe en la Tierra, por lo que razonó que llegaron desde el espacio exterior. Todo esto suena muy sospechoso, pero el espacio es enorme, así que quizás este tipo de orbe misterioso existe en alguna parte. Mientras tanto, Goku está arrastrando su captura a la casa y así empieza el primer capítulo de la serie Dragon Ball.

## Personajes
Jaco Teirimentenpibosshi (ジャコ・ティリメンテンピボッシ?)
 Seiyū: Tsubasa Yonaga
Un patrullero galáctico alienígena, bastante torpe, que busca sobresalir defendiendo la Tierra, Jaco solo puede comer lácteos pues son las comidas más parecidas a las de su planeta.
Tokunoshin Omori (大盛 徳之進 Ōmori Tokunoshin?)
 Seiyū: Issei Futamata
Un científico misántropo que vive en una isla desierta debido a un accidente con experimentos temporales, los cuales causaron la muerte de su esposa.
Tights Briefs (タイツ Taitsu?)
Una muchacha de diecisiete años ansiosa de convertirse en escritora de ciencia ficción. Ha conseguido un trabajo riesgoso, y su origen es un misterio, en Dragon Ball Super se revela que es la hermana de Bulma.
Tamagoro Katayude (固茹 玉五郎 Katayude Tamagoro?)
 Seiyū: Takuya Satō
Jefe de la Policía Marina del Gobierno Terrestre, debe desalojar la isla donde habita Omori.
An Azuki (亜月 アン?)
 Seiyū: Sachie Hirai
Una idol que va a ser enviada en el cohete espacial "Twinkle 8" (キラキラ8号?), donde cantará mientras orbita la Tierra dos veces.